# Conseil Hassan II 1
Monarchie constitutionnelle
Conseil Mohammed V Conseil Hassan II 2
Le premier gouvernement Hassan II est le sixième gouvernement du royaume du Maroc depuis son indépendance en 1955 et le premier du nouveau règne. Il est dirigé par le roi Hassan II. À la suite de la mort accidentelle du roi Mohammed V, le gouvernement est formé le 26 février 1961 par le Dahir N° 1.61.060 et remplace le Gouvernement Mohammed V. Il est dissous le 2 juin 1961 et est remplacé par le deuxième gouvernement Hassan II.

## Composition
| Portefeuille                                                                                      | Ministre                    |
| ------------------------------------------------------------------------------------------------- | --------------------------- |
| Président du Conseil                                                                              | Hassan II                   |
| Ministre des Affaires étrangères                                                                  | Driss M’hammedi             |
| Ministre de l'Intérieur                                                                           | Bekkay Ben M’barek Lahbil   |
| Ministre de l'Économie Nationale et des Finances                                                  | Mohamed Douiri              |
| Ministre de l'Éducation nationale                                                                 | Abdelkrim Benjelloun Touimi |
| Ministre de la Fonction publique et de la Réforme administrative                                  | M’hamed Boucetta            |
| Ministre des Travaux publics                                                                      | Abderrahmane Benabdelali    |
| Ministre du Commerce, de l'Industrie moderne, des Mines, de l'Artisanat et de la Marine marchande | Driss Slaoui                |
| Ministre de l'Emploi et des Affaires Sociales                                                     | Abdelkrim Al Khatib         |
| Ministre de l'Information et du Tourisme                                                          | Moulay Ahmed Alaoui         |
| Ministre de la Santé publique                                                                     | Youssef Belabbès            |
| Ministre des PTT                                                                                  | Mohamed Cherkaoui           |